# Thabo Rametsi
Thabo Rametsi est un acteur sud-africain, né le 17 juillet 1988 à Durban en KwaZulu-Natal.

## Biographie
Thabo Rametsi naît le 17 juillet 1988 dans le quartier pauvre d'Umlazi à Durban, dans la province de KwaZulu-Natal.
En 2014, il interprète le tueur en série Devin Moore dans le téléfilm de docufiction britannique The Gamechangers d'Owen Harris, aux côtés de Daniel Radcliffe et de Bill Paxton.
En 2016, il décroche le rôle du militant politique membre du Congrès national africain Salomon Malhangu dans le film sud-africain Kalushi: The Story of Solomon Mahlangu de Mandla Dube.
En 2020, il décroche le rôle d'Ahadi dans la série télévisée sud-africaine Blood Psalms.
En janvier 2022, il apparaît dans le rôle principal, avec Lemogang Tsipa dans le rôle de son grand frère, dans le film dramatique policier canado-sud-africain Amandla de Nerina De Jager sur Netflix.

## Filmographie

### Cinéma

#### Longs métrages
- 2013 : Fanie Fourie's Lobola de Henk Pretorius : Motlatsi
- 2014 : The Giver de Phillip Noyce : Robbie
- 2016 : Kalushi: The Story of Solomon Mahlangu de Mandla Dube : Salomon Malhangu
- 2020 : Bulletproof 2 de Don Michael Paul : « Petit fouilleur »
- 2021 : Désigné coupable (The Mauritanian) de Kevin Macdonald : l'associé de la marine
- 2022 : Amandla de Nerina De Jager : Nkosana
- 2022 : Silverton Siege de Mandla Dube : Calvin Khumalo

#### Court métrage
- 2019 : 2064 de Joseph A. Adesunloye

### Télévision

#### Téléfilm
- 2014 : The Gamechangers d'Owen Harris : Devin Moore

#### Séries télévisées
- 2011 : Vie sauvage (Wild at Heart) : David (saison 1, épisode 6)
- 2014 : Homeland : le soldat Bryce (saison 4, épisode 10 : 13 Hours in Islamabad)
- 2017 : Madiba : Justice, adolescent (mini-série, épisode : Troublemaker)
- 2018 : The Looming Tower : l'officier Mburu (mini-série, 2 épisodes)
- 2018 : Emoyeni : Bonga (mini-série, épisode : Umnyama Ongenafu)
- 2019 : Shadow Khumalo (Shadow) : Colin (mini-série, épisode : Man Down)
- 2020 : The Flat Tires : Thabo
- 2020 : Blood Psalms : Ahadi (10 épisodes)
- 2021 : The Watch : le caporal Cuddy (saison 1, épisode 3 : The What?)